# Gotlands regemente (gamla)
Gotlands regemente (P 18) var ett pansarförband inom svenska armén som verkade i olika former åren 1963–1994 och 2000–2004. Förbandsledningen var förlagd i Visby garnison i Visby.

## Historia

### Bildandet
I samband med försvarsbeslutet 1958 beslutade riksdagen att åtta pansarbrigader med nya stridsfordon skulle organiseras inom armén. Beslutet ändrades av ekonomiska skäl i augusti 1960 till att endast omfatta sju pansarbrigader. Norra skånska regementet (I 6), Södra skånska regementet (I 7) och Gotlands infanteriregemente (I 18) var de infanteriregementen som överfördes från infanteriet, samt Södermanlands regemente (I 10) som återfördes till pansartrupperna. 
På Gotland fanns sedan 1944 detachementet Göta pansarlivgardes detachement på Gotland. Detachementet kom från den 1 april 1963 att uppgå i det nya regementet Gotlands regemente, för att där bilda stommen i det nya pansarregementet. Gotlands regemente fick samtidigt beteckningen P 18 då regementet haft beteckningen I 18 som infanteriregemente.

### OLLI-reformen
I samband med OLLI-reformen, vilken genomfördes inom försvaret åren 1973–1975, bildades A-förband samt B-förband. A-förbanden var regementen som tillfördes ansvaret för ett försvarsområde, medan B-förbanden var utbildningsregementen. I Gotlands fall så särskilde det sig jämfört med indelningen på fastlandet då det tidigare VII. militärområdet omorganiserats 1966 till Gotlands militärkommando (MKG). Militärkommandot utgjorde en särskild ledningsorganisation inom Östra militärområdet, men hade inte det samlade förvaltningsansvaret över ön. Vidare leddes det fackmässiga mobiliseringen på förbandsnivå. Genom reformen tillfördes militärkommandot hela mobiliserings- och materialansvaret för arméförbanden på Gotland. Detta medförde att Gotlands regemente som ingick i Gotlands militärkommando (MKG) från den 1 juli 1975 blev ett B-förband (utbildningsregemente).

### Försvarsbesluten
Inför försvarsbeslutet 1977 föreslog Försvarets fredsorganisationsutredning (FFU) till riksdagen bland annat att slå samman Gotlands regemente (P 18), Gotlands artilleriregemente (A 7) och Gotlands luftvärnsbataljon (Lv 2) till ett arméregemente. Dock så ansåg både försvarsutskottet samt departementschefen att något beslut inte skulle fattas innan frågan om ytterligare markförvärv i anslutning till Visborgs slätt hade tillgodosetts. Hösten 1980 ansågs frågan tillräckligt löst så riksdagen beslutade den 16 oktober 1980 att slå samman arméförbanden till ett arméregemente. Den 30 juni 1982 upplöstes regementet som ett självständigt förband och från den 1 juli 1982 lydde regementet under chefen för Gotlands militärkommando (MKG).
Genom försvarsbeslutet 1992 fick Gotlands militärkommando en ny roll, genom att det enbart kom att leda all verksamheten på Gotland, som på fastlandet löstes av försvarsområdesstaber, fördelningsstaber och marinkommandostaber. De arméförband som sedan 1982 lytt under kommandot kom att bilda självständiga förband. Dock kom Gotlands regemente att avvecklas och uppgick i krigsförbandet Gotlandsbrigaden och bildade Gotlands regemente och Gotlandsbrigaden (MekB 18).
Inför försvarsbeslutet 2000 föreslog regeringen för riksdagen bland annat att endast sex enheter för utbildning av armébrigadledningar och mekaniserade bataljoner skulle vara utgångspunkten för den framtida Försvarsmakten. När det gällde Gotland ansåg regeringen att de operativa kraven gjorde det nödvändigt med militär närvaro på Gotland. Men av främst kostnads- och underhållsskäl så ansåg regeringen samtidigt att ingen stridsvagnsutbildning skulle genomföras på Gotland. Försvarsmaktens nya fredsorganisation kom dock inte att spegla krigsorganisationen på samma sätt som tidigare, vilket medförde att Gotlands regemente och Gotlandsbrigaden avvecklades den 30 juni 2000 och i dess ställe bildades den 1 juli 2000 Gotlands regemente (P 18).
Genom försvarsbeslutet 2004 kom riksdagen bland annat att besluta om en avveckling av Gotlands regemente (P 18). Inför försvarsbeslutet ställdes regementet mot Jämtlands fältjägarregemente (I 5), Södra skånska regementet (P 7) och Södermanlands regemente (P 10), där regeringen var angelägen om att skapa rationella produktionsförutsättningar och en långsiktigt hållbar organisationsstruktur. Den nya organisationen skulle svara mot de krav som den nya strukturen med insatsförband och utvecklings- och kompetensresurser ställer. Samtliga regementen utbildade mekaniserade förband och hade goda produktionsförhållanden samt goda verkstadsresurser. Regeringen ville att Försvarsmakten skulle utvecklas till ett insatsförsvar, med en större tonvikt på internationalisering. Detta kom att medföra att regeringen föreslog en avveckling av bland annat Gotlands regemente. Kvar av de tre regementena blev Södra skånska regementet, vilket regeringen ansåg geografiskt ha den bästa fördelaktiga lokaliseringen, med närheten till ett övningsfält som var av central betydelse för Försvarsmakten. Regeringen fäste även stor vikt av att ha ett militärt utbildningsförband med markstridsinriktning i Skåneregionen, med korta avstånd både till Öresundsbron och Barsebäcksverket.
Den 31 december 2004 avvecklades regementet och från 1 januari 2005 övergick regementet till en avvecklingsorganisation fram till dess att avvecklingen skulle vara slutförd senast den 30 juni 2006. Den 28 maj 2005 genomfördes avvecklingsceremoni för de förband och skolor i Visby garnison som berördes av försvarsbeslutet, ceremonin hölls vid Oscarsstenen i Visby. Avvecklingen av regementet samt garnisonen skulle vara helt genomförd senast den 30 juni 2006, men kom att vara helt slutförd den 31 augusti 2006.

## Verksamhet
År 1991 utbildades för sista gången pansarbataljon Gotland (Pbat G) med Stridsvagn 102 samt KP-bil (VKP/SKP) på P 18. Samma år byggdes kasern Bysen. Året efter, 1992, utbröt en stor brand vid Torsburgen på Gotland. Tack vare hjälp från bland annat P 18 lyckades man efter hårt arbete släcka den omfattande branden.
Genom försvarsbeslutet 1992 avvecklades Norra skånska regementet och Kristianstadsbrigaden, vilket medförde att dess stridsvagnar och stridsfordon fördelades på övriga pansarförband. Från utbildningsåret 1992/1993 tillfördes Gotlands regemente Pbv 302 och Stridsvagn 104. Från 1994 överfördes ytterligare stridsvagnar av typen stridsvagn 104, vilka hade varit en kort tid vid Södermanlandsbrigaden (MekB 10) innan de omfördelades till Gotland.
År 2000 var P 18 första regementen i Sverige med att sätta upp ett snabbinsatskompani "IA 01", (vilket är en föregångare till Försvarsmaktens operativa reserv), som under våren 2001 på 30 dagar från beslut var operativa i Kosovo. Kompaniet blev därmed föregångare till dagens svenska koncept av snabbinsatsbataljon "Battlegroup". Under utbildningsåret 2003-2004 hade P 18 ansvar för Kosovobataljonen (KS 09) som fick stor uppmärksamhet vid kravallerna i Caglavica den 17 mars 2004. P 18 blev under början av 2000-talet ett av Sveriges mest erfarna regementen i internationella insatser.
I mars 2005 sköts de sista skotten med ett stridsfordon 90 på Tofta skjutfält. Skytten var kapten Anders Eckerberg, som var truppförande kompanichef för Roma kompani. Övningen följdes av en fordonsmarsch på landsväg till regementet i Visby. 
Sista inryckningen av värnpliktiga till regementet eller avvecklingsorganisationen gjordes den 31 januari 2005, då 30 soldater ingåendes i vakt/eskort-plutonen ryckte in för en tio månader lång utbildning.
P 18 som mestadels utbildade mekaniserade förband men även underhåll, ledning och spaning hade sitt övningsområde på Tofta skjutfält strax söder om Visby. P 18 var samgrupperade med Militärdistrikt Gotlands stab och FMLOG. Under det sista utbildningsåret 2004/2005 benämndes kompanierna på P 18 Roma kompani - Sigurd Niklas, Havdhem kompani - Petter Niklas, Garde kompani - Xerxes Niklas, vilka ingick i bataljonen "Viktor Niklas".

## Ingående enheter

### Gotlandsbrigaden
Gotlands infanteriregemente kom genom försvarsbeslutet 1942 att organisera ett fältregemente som genom försvarsbeslutet 1948 omorganiserades till infanteribrigad. Regementet var tillsammans med Värmlands regemente (I 2) och Norrbottens regemente (I 19) de tre infanteriregementen som inte satte upp ett dubbleringsregemente. Genom försvarsbeslutet 1948 infördes brigader i hela armén, vilket medförde att armén renodlades till två brigadtyper, infanteribrigader och pansarbrigader, där Gotlands infanteriregemente stod för infanteribrigaden Gotlandsbrigaden (IB 18)
Gotlandsbrigaden (IB 18) bildades 1949 genom att fältregementet Gotlands infanteriregemente (I 18) omorganiserades till brigad och blev regementets enda brigad. I samband med att Gotlands regemente bildades 1963 genom sammanslagning av Gotlands infanteriregemente (I 18) och Göta pansarlivgardes detachement på Gotland (P 1 G), omorganiserades brigaden till en pansarbrigad och i samband med detta gjordes en beteckningsändring till PB 18. År 1994 uppgick Gotlands regemente i Gotlandsbrigaden (PB 18). I samband med denna omorganisation omorganiserades brigaden till en mekaniserad brigad, samt gjorde en betecknings- och namnändring till Gotlands regemente och Gotlandsbrigaden (MekB 18). Brigaden blev med denna omorganisation ett kaderorganiserat krigsförband inom Mellersta militärområdet (Milo M). I samband med försvarsbeslutet 2000 avvecklades brigaden den 30 juni 2000 och regementet återupprättades den 1 juli 2000 under sitt forna namn, Gotlands regemente (P 18).

### Utbildningskompanier
| 2003-2005 - 1. kompaniet – Livkompaniet, chefsutbildning - 2. kompaniet – Roma kompani, med fem plutoner varav tre plutoner i ett mekaniserat förband med Stridsfordon 90, en robotpluton med Pansarvärnspjästerrängbil 1111 med en monterad Robot 56 Bill och en trosspluton bland annat med bärgare, sjukvårdare och ledningsvagnar. - 6. kompaniet – Garde kompani, stabs- och trosstjänst - 8. kompaniet – Havdhem kompani, ledningskompani med bland annat ledningspluton, spaningspluton och granatkastarpluton. Dessa kompanier tillsammans med kompanier ur Södermanlands regemente bildade bataljonen VN (Viktor Niklas). | 2003 Organisation fram till 2003: - 1. kompaniet – Livkompaniet, chefsutbildning - 2. kompaniet – Roma kompani, pansarskyttekompani (1991-1992 Pansarvärnsrobotkompani, 1992-1993 Brigadspaningskompani) - 3. kompaniet – Tingstäde kompani, ledningskompani, pansarvärnsrobotkompani, stab och trosstjänst (inklusive bataljonssjukvård). Under 1970- och tidigt 1980-tal var kompaniet pansarskyttekompani. Från mitten av 1980-talet till 1991 var kompaniet ett så kallat beredskapskompani. - 4. kompaniet – Lärbro kompani, stridsvagnskompani med pionjärpluton och materielpluton. - 5. kompaniet – Klinte kompani, handräckningskompani, depå- och bevakningstjänst - 6. kompaniet – Garde kompani, stabs- och trosstjänst - 7. kompaniet – Hemse kompani, teknisk resurs och mekanikerskola. Organiserades 2003, namnades 2003 om till Teknisk enhet. - 8. kompaniet – Havdhem kompani, ledningskompani, bildat 1 januari 2001 |

## Förläggningar och övningsplatser

### Förläggning
Regementet förlades den 30 augusti 1905 till ett nyuppfört kasernetablissement på Visborgs slätt, som regementet sedan 1887 hade haft som sin mötes- och lägerplats. Kasernetablissementet uppfördes efter 1901 års härordnings byggnadsprogram efter Fortifikationens typritningar för infanterietablissement. Totalt kom drygt ett hundratal byggnader att uppföras inom området. Kasernområdet har vid ett antal omgångar utökats i form av garage- och förrådsbyggnader samt kaserner och stabsbyggnader. Och från 1978 samgrupperades Gotlands luftvärnskår med Gotlands regemente. Från 1986 samgrupperades Gotlands artilleriregemente med Gotlands regemente. Kasernområdet har utöver dessa förband även huserat ett antal olika staber, bland annat staben för Gotlands militärkommando och Gotlands militärdistrikt. Efter att riksdagen beslutade att regementet skulle avvecklas, kom Vasallen den 1 augusti 2005 att tillträdda som ägare över kasernområdet. Avvecklingsorganisationen upphörde den 31 augusti 2006, då även kasernområdet lämnades. Fortifikationsverket, vilka på uppdrag av regeringen, sålde hela kasernområdet för cirka 40 miljoner kronor.

### Övningsplatser
Regementets primära övnings- och skjutfält har varit baserade på Visby, Stånga malm, Blekväten, Vallstena, Hällarna och Tofta skjutfält.

## Heraldik och traditioner
År 1975 försvann namnet "Kungliga" från samtliga regementen enligt riksdagsbeslut, varvid namnet blev enbart Gotlands regemente (P 18). År 1978 anordnades militära världsmästerskapet i skytte av P 18. År 1979 gjorde Korpralen Harald I (en vädur) sitt första framträdande i tjänsten under en högvaktsceremoni på kungliga slottet. Han utnämndes senare till hederskorpral.
I och med att Gotlands regemente avvecklades och upplöstes, kom dess arv och traditioner den 28 maj 2005 övertas av Gotlandsgruppen. Från 2012 övertogs traditionsansvarat av Gotlandsbataljonen. I samband med att det nya Gotlands regemente invigdes den 21 maj 2018, övertog det nya regementet traditionerna från det gamla Gotlands regemente.

### Förbandsfanor
När regementet omorganiserades till ett pansarregemente 1963, kom regementet att föra sin fana från 1954, vilken regementet hade tilldelats den 13 juni 1954 av Chefen för armén Carl August Ehrensvärd. Regementet kom även under en tid att föra Göta pansarlivgardes detachement på Gotland fana jämsides med sin egen fana.

### Kamratförening
Vid Gotlands regemente bildades den 2 september 1934 kamratföreningen Gotlandsinfanteristernas kamratförening, från 1 april 1963 som Gotlands regementes kamratförening, vilken är en ideell förening och har som syfte att vara en länk och samlingsplats mellan anställda eller värnpliktiga som tjänstgjort vid Gotlands regemente och Gotlandsbrigaden, vidare vårdar föreningen förbandets minne och traditioner.

### Utmärkelsetecken
År 1991 instiftades Gotlands regementes hedersmedalj i guld/silver (GotregGM/GotregSM). Medaljen är av 8:e storleken, och har ett band som är blått med en smal vit rand på vardera sidan och en smal röd rand på mitten. I samband med avvecklingen av regementet, instiftades 2005 Gotlands regementes minnesmedalj i silver (GotlregMSM). Medaljen är av 8:e storleken, och har ett blått band med en röd rand på insidan följd av en vit rand på vardera sidan. Bandet beläggs med en vädur i silver.

## Materiel vid förbandet
Många olika stridsfordon har använts på regementet genom åren. Observera att tidsangivelserna inte är fullständigt verifierade.
| Pansarbilar och terrängbilar - 1941–19??: Pb m/31 (Hembygge) - 1941–19??: Pb m/40 (Pansarbilskvadron ur K 3 på Gotland) - 1941–19??: Pb m/40 (Pansarbilskvadron ur K 3 på Gotland) - 1941–1954: Pb m/41 (Från P 1 G) - 1942–1982: Tgbil m/42 - 1984–19??: Tgbil m/42E | Pansarbandvagnar och infanterikanonvagnar - 1993–2005: Pbv 302 (107 vagnar) - 1958–1965: Ikv 102 (Från P 1 G) - 1961–1970: Pvkv m/43 (Från P 1 G, senare använd som värntorn) - 19??–19??: Pvrbbv 551 - 2000–2005: Pbv 401 | Stridsfordon och stridsvagnar - 1941–1944: Strv m/21-29 (Senare monumentstridsvagn vid P 18) - 1942–1955: Strv m/37 - 1950–1965: Strv m/40 - 1946–1955: Strv m/41 (Senare använd som värntorn) - 1942–1945: Strv m/42 (Senare använd som värntorn) - 1959–1975: Strv 74 (Från P 1 G, senare använd som värntorn) - 1968–1982: Strv 102 - 1983–1993: Strv 102R - 1992–2000: Strv 104 (60 vagnar ärvda från PB 26) - 2000–2005: Strf 90 - 2000–2005: BroBv 971 |

## Förbandschefer
Regementschefer verksamma från att regementet organiserades som ett pansarförband. För regementschefer innan 1963, se Gotlands infanteriregemente. Åren 1982–1994 var regementschefen underställd chefen för Gotlands militärkommando (MKG). För åren 1994–2000, se Gotlands regemente och Gotlandsbrigaden (MekB 18).

- 1963.04.01–1964.03.31: Överste Jan von Horn (tillträdde 1957.10.01)
- 1964.04.01–1971.09.30: Överste Gerhard Hjukström
- 1971.10.01–1976.09.30: Överste Nils Stenqvist
- 1976.10.01–1977.09.30: Överste Curt Hasselgren
- 1977.10.01–1980.03.31: Överste Hodder Stjernswärd
- 1980.04.01–1983.03.31: Överste Lars-Erik Wahlgren
- 1983.04.01–1983.09.30: Överstelöjtnant Bengt Hammarhjelm
- 1983.10.01–1988.09.30: Överste Stig Barke
- 1988.10.01–1992.06.30: Överste Anders Sifvertsson
- 1992.07.01–1994.06.30: Överste Karlis Neretnieks
- 1994.07.01–2000.06.30: Se Gotlands regemente med Gotlandsbrigaden
- 2000.07.01–2003.08.31: Överste Peter Molin
- 2003.09.01–2005.06.30: Överste Gunnar Karlson
- 2005.07.01–2006.08.31: Överstelöjtnant Ronny Larsson [h]

## Namn, beteckning och förläggningsort
| Kungl Gotlands regemente | 1963-04-01 | – | 1974-12-31 |
| Gotlands regemente       | 1975-01-01 | – | 1982-06-30 |
| Gotlands regemente       | 2000-07-01 | – | 2004-12-31 |
| Avvecklingsorganisation  | 2005-07-01 | – | 2006-08-31 |

| P 18     | 1963-04-01 | – | 1982-06-30 |
| MKG/P 18 | 1982-07-01 | – | 1994-06-30 |
| P 18     | 2000-07-01 | – | 2004-12-31 |
| AO P 18  | 2005-01-01 | – | 2006-08-31 |

| Visby garnison (F)   | 1963-04-01 | – | 2006-08-31 |
| Visborgsslätt (Ö)    | 1963-04-01 | – | 2006-08-31 |
| Tofta skjutfält (Ö)  | 1963-04-01 | – | 2006-08-31 |
| Trelge skjutfält (Ö) | 2000-11-01 | – | 2006-08-31 |

## Galleri

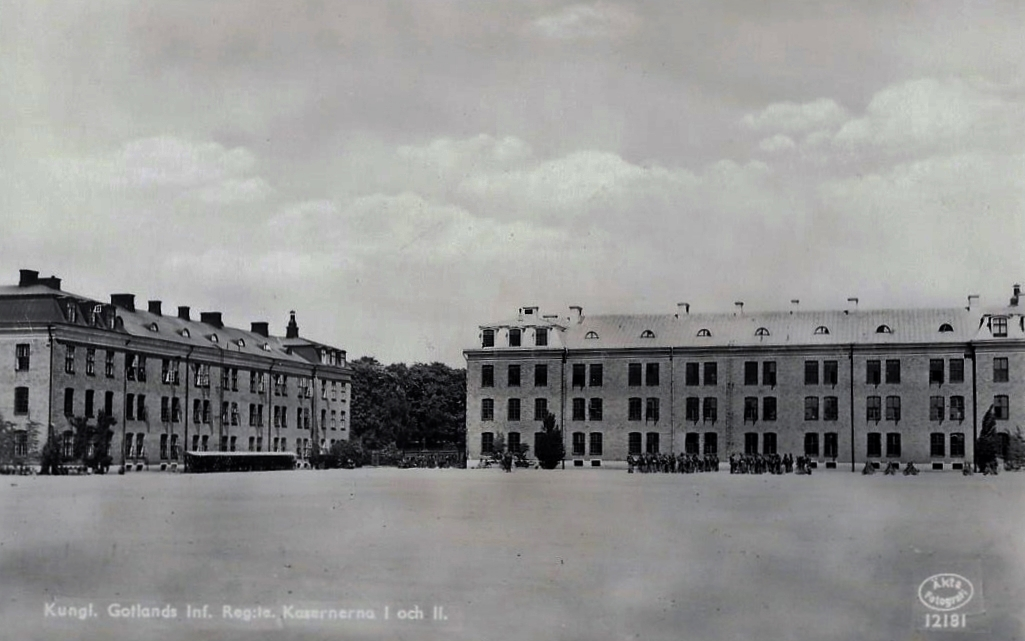
Kaserner vid Gotlands regemente.
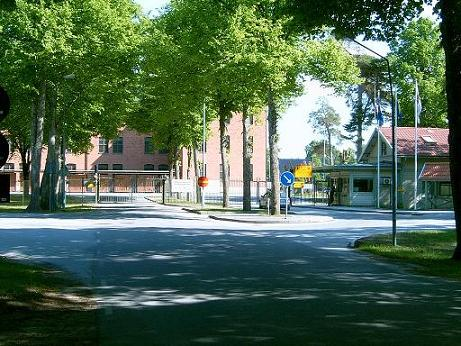
Vakten vid regementet som uppfördes 1898 som expeditionsbarack. Den har sedan fungerat som underbefälsmäss, plutonofficersmäss och till sist vaktlokal.
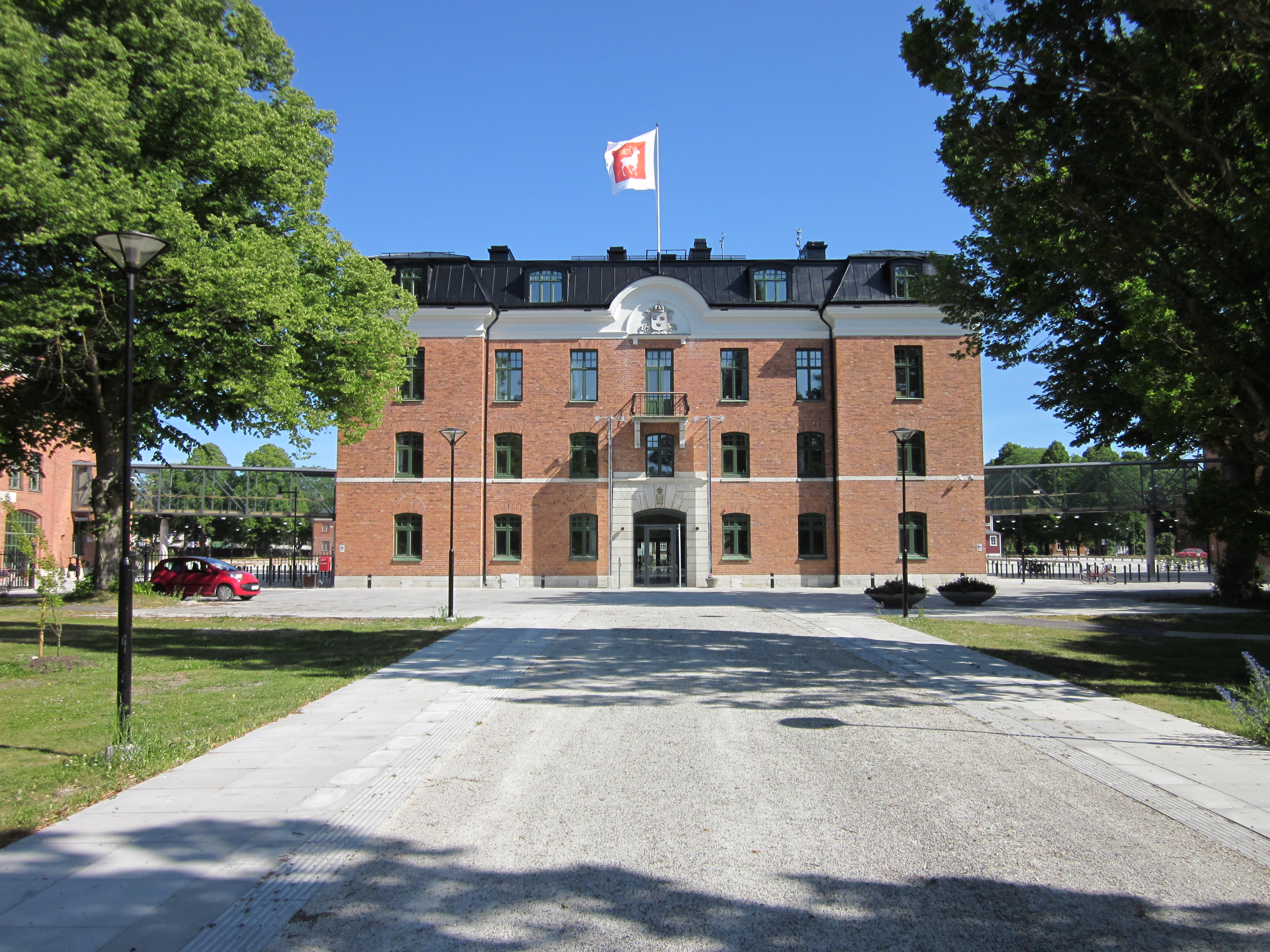
Kanslihuset som uppfördes 1905.
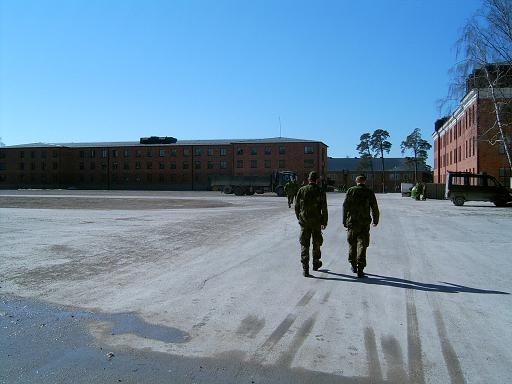
Kaserngården på P 18.
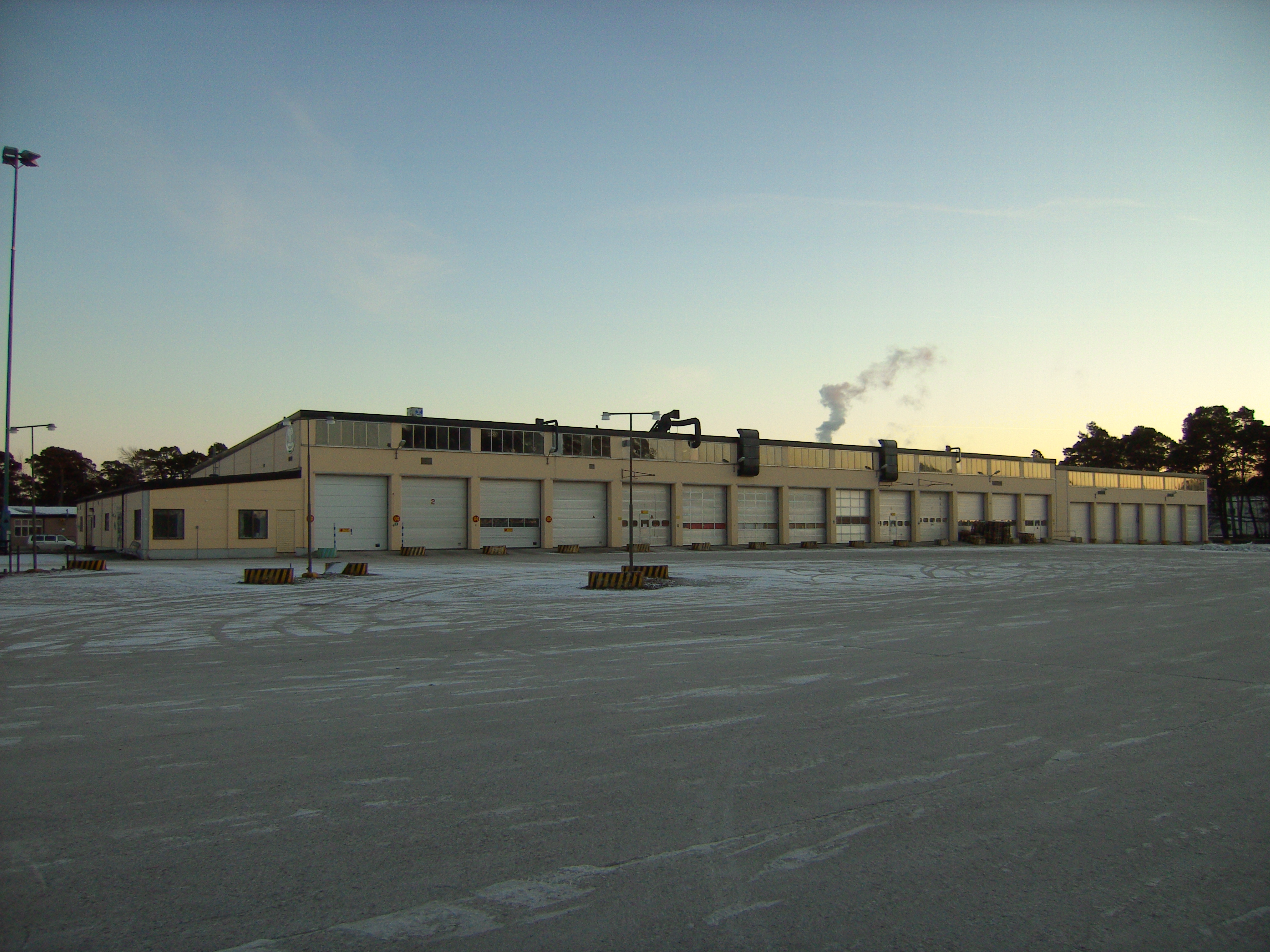
Ett av de modernare fordonsgaragen på regementsområdet som även inrymde verkstad. Uppförd 1965.